# San Gaspar Tlahuelilpan
San Gaspar Tlalhuelilpan är en ort i kommunen Metepec i delstaten Mexiko i Mexiko. Samhället hade 11 001 invånare vid folkräkningen år 2020, och var kommunens sjunde största ort sett till befolkningsantal.